# Sjunde budet - "Du skall stjäla något mindre"
Sjunde budet - "Du skall stjäla något mindre" (Originaltitel: Settimo: ruba un po' meno) är en pjäs av Dario Fo från 1964.

## Handling
Enea är lättlurad, alkoholiserad och troligen den enda dödgräverskan i världen. Hennes arbetskollegor driver med henne hela tiden och lurar i henne både det ena och det andra. En dag stöter hon ihop med en mystisk affärsman som vill hyra en likkista. Det blir början på en kaotisk resa genom samhällets olika skikt där ingen och inget är vad det verkar vara. Korruption och politiska satirer har ett stort fokus.
Pjäsen har satts upp på Stockholms stadsteater 1969.